# آب‌انبار گود موشو
آب‌انبار گود موشو مربوط به دوره قاجار است و در استهبان، ۳۰۰ متری کمربندی استهبان به نی ریز، ۸۰۰ متری شمال دانشگاه آزاد واقع شده و این اثر در تاریخ ۱۵ دی ۱۳۸۷ با شمارهٔ ثبت ۲۴۱۷۷ به‌عنوان یکی از آثار ملی ایران به ثبت رسیده است.